# Amanita asteropus
Amanita asteropus é um fungo que pertence ao gênero de cogumelos Amanita na ordem Agaricales. Foi descrito cientificamente pela primeira vez em 1982 por Sabo.